# Сикліцкий Назарій Олексійович
Назарій Олексійович Сикліцкий (17 жовтня 1984, м. Тернопіль Тернопільської області — 1 лютого 2015, поблизу с. Преображенка Каланчацького району Херсонської області) — український військовик 6-го окремого мотопіхотного батальйону 128-ї гірсько-піхотної бригади (раніше 6-й БТО Тернопільської області «Збруч»).

## Життєпис
Навчався у Тернопільській ЗОШ № 23, ВПУ № 1 за спеціальністю «водій, електрогазозварювальник» (2000—2003), разом із братом Максимом служив в армії у Запоріжжі (ВЧ 3026).
Служив за контрактом, додому мав повернутися в березні.
Загинув близько 3:00 ранку 1 лютого 2015 під час пожежі та вибуху складу боєприпасів на території старої ферми в польовому таборі ЗСУ поблизу с. Преображенка Херсонської області, де розміщувалися бійці Тернопільського батальйону територіальної оборони «Збруч».

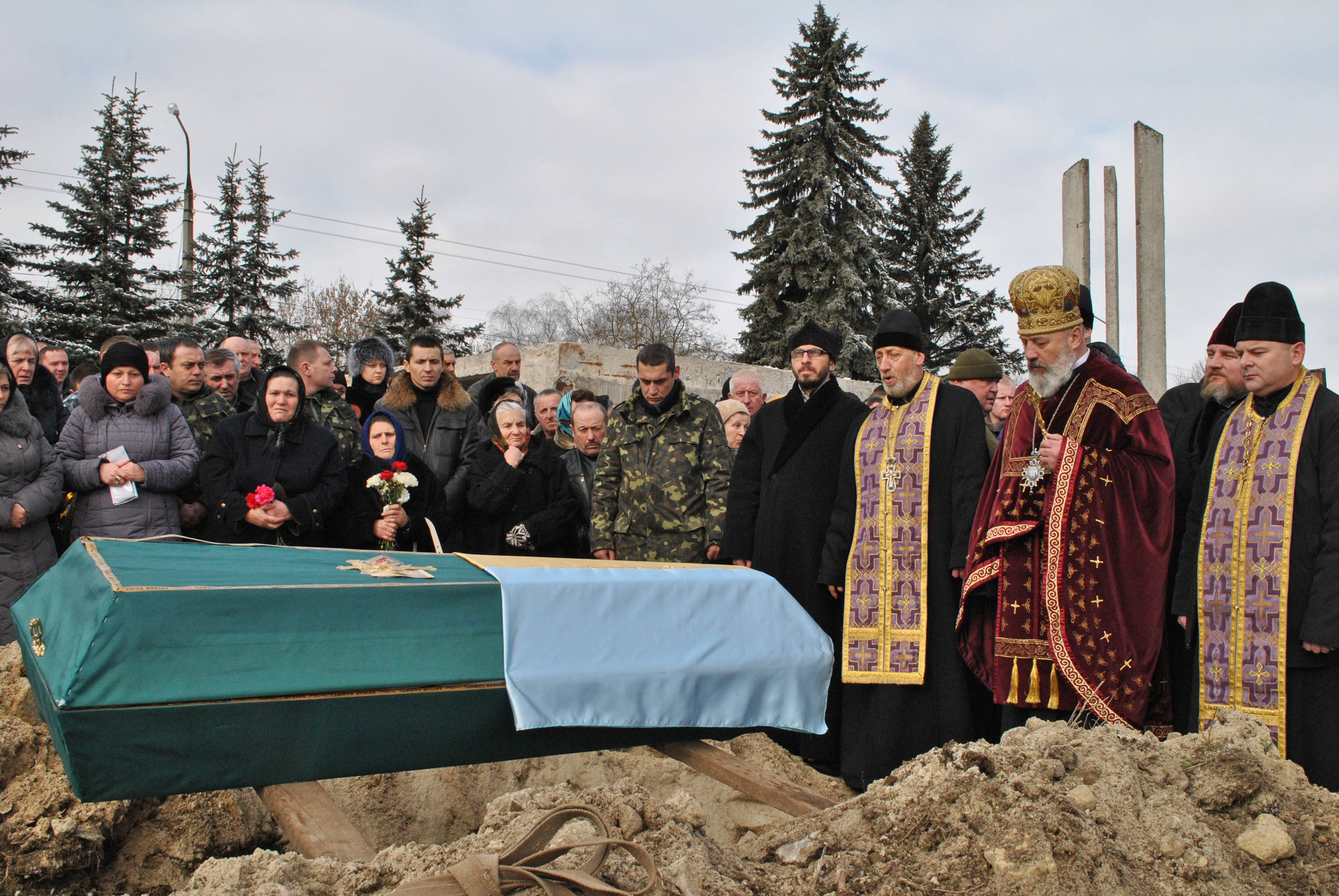
Похорон Назарія Сикліцького на Микулинецькому цвинтарі Тернополя 6 лютого 2015 року

Поховали Назарія Сикліцкого на Микулинецькому цвинтарі Тернополя 6 лютого 2015 року.
Залишились брат-близнюк Максим і сестри Галина та Юлія. Створити сім'ю чоловік не встиг.

## Вшанування пам'яті
20 травня 2016 року на фасаді Тернопільської загальноосвітньої школи № 23 загиблому бійцеві встановили пам'ятну дошку.

## Відзнаки
- почесний громадянин Тернопільської області (26 серпня 2022, посмертно)[3];
- «Почесний громадянин міста Тернополя» (2015) — за особисту мужність і високий професіоналізм, який виявлений у захисті державного суверенітету та територіальної цілісності України[4].